# 中匯大樓

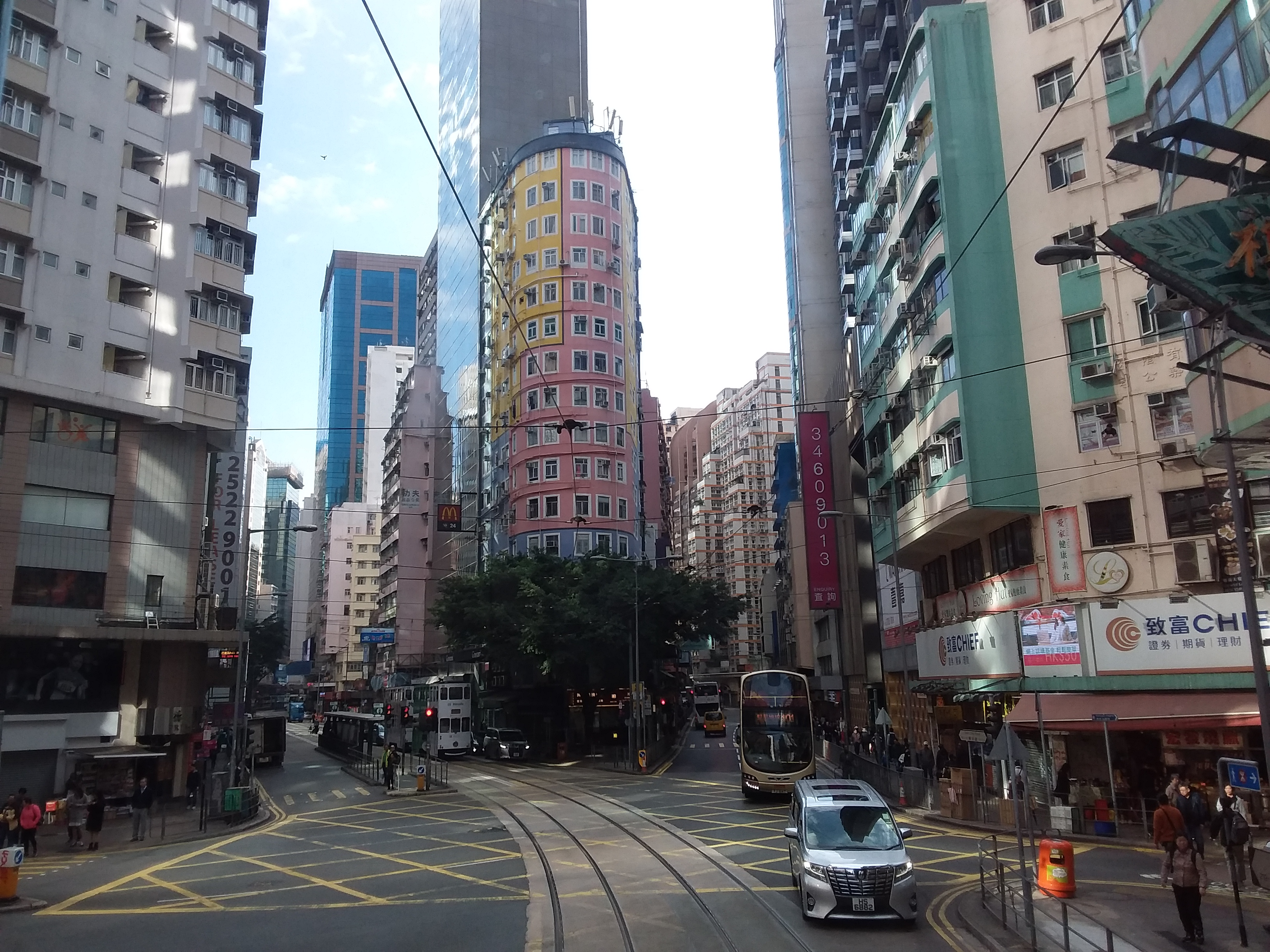
中滙大樓

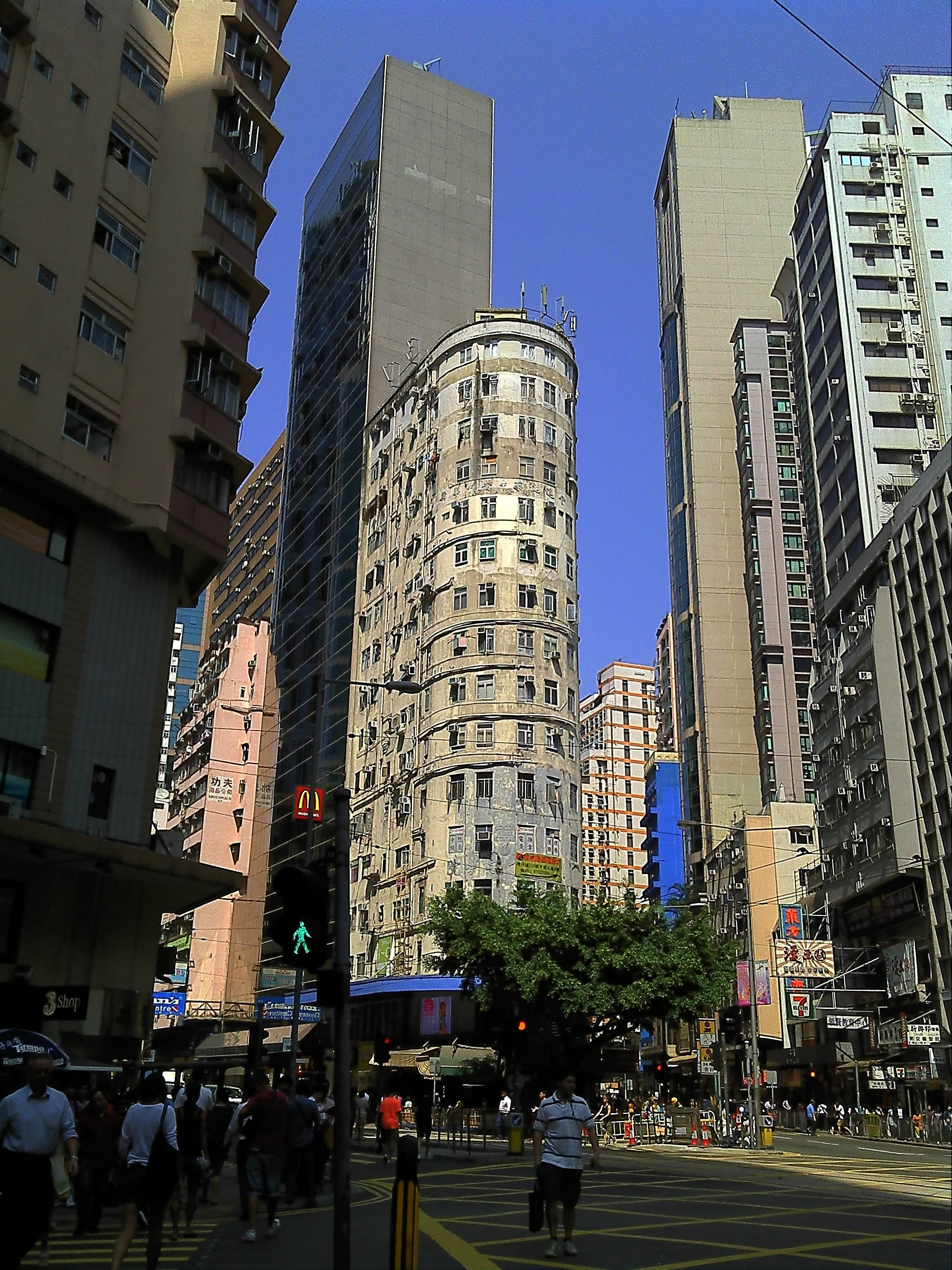
2011年外牆翻新前的外貌

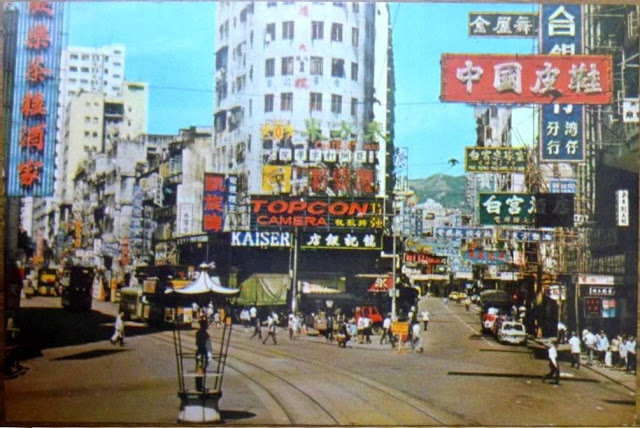
1960年代剛落成的中匯大樓

22°16′36.7″N 114°10′31.8″E / 22.276861°N 114.175500°E
中匯大樓（英語：Chung Wui Mansion），是香港島灣仔區內的一幢商住大樓，位於灣仔道110號，建於1964年（61年樓齡）。

## 建築
- 樓高：16層
- 建成：1964年[1]
- 畫則：伍秉堅[2]
- 建築：再發建築、源泰金舖[3]
- 類型：綜合用途建築物
- 用途：工業、商業和住宅
- 轉角：圓角，屬街角樓[4]
- 風格：20世紀初的現代主義

## 鄰近
- 振安押
- 灣仔道
- 大有廣場
- 莊士敦道
- 菲林明道
- 美華大廈
- 灣仔大樓
- 太和街遊樂場